# Tausret
La reina Tausret o reina Tausert fou la setena i última faraona de la dinastia XIX d'Egipte.

## Noms
El seu nom personal es creu que era Tausret Setepenmut, que significa «senyora de la força», escollida de Mut. Quan va pujar al tron, va adoptar el nom de Sitre Meryamun, que vol dir «filla de Ra, estimada d'Ammon». Altres noms que va agafar en prendre el poder d'Egipte foren:
- Nom d'Horus: Kanakht Merymaat-nebanemnisutmiitmu.
- Nom de Nebty (dees Nekhbet i Buto): Geregkemet-wafkhasut.

## Antecedents familiars
Del seu origen, poc se'n sap. Es creu que era filla del faraó Merneptà i la seva esposa Takhat. Un germanastre seu seria el faraó rebel Amenmesse, qui es rebel·là contra Seti II, espòs de Tausret.

## Núpcies i descendents
Era una de les dones principals de Seti II, i la mare del seu fill gran Seti-Merneptà, que va morir sent un infant.

## Regnat
A la mort del seu espòs, va pujar al tron Siptah o Sipta-Meremptah, fill d'una dona secundària anomenada Tia o Tiaa (que potser ja era morta i segurament era d'origen asiàtic) i Tausret va assolir la regència. El canceller Bay, que es creu que era d'origen sirià i originalment havia estat escrivà reial de Seti II, la va ajudar en les tasques de govern i la va seduir o ja la tenia seduïda, i n'assolí el control del tresor. Vers el cinquè any, la reina ja va assolir els títols de faraona i, a la mort d'aquest, poc després va exercir la reialesa amb totes les prerrogatives d'una faraona. El canceller Bay, de fet, era el poder a l'ombra. De la lluita pel poder a la seva mort, va emergir Setnakht, que va fundar la dinastia XX.

## Tomba de Tausert

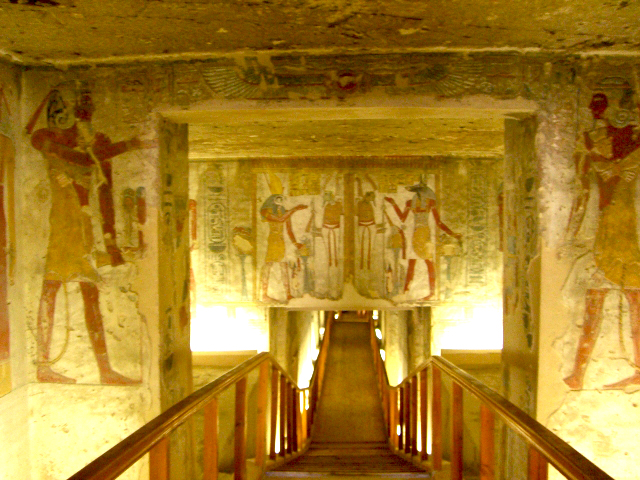
Tomba de Tausert i després de Setnakht.

A la seva mort, fou enterrada a la seva tomba a la Vall dels Reis (KV14), però fou més tard usurpada per Ramsès III, per enterrar-hi el seu pare Setnakht. La seva mòmia no s'ha identificat amb seguretat, però podrien ser els de la "dona D" trobats a la tomba KV35 d'Amenofis II.